# Je pleure mon amour
Pour plus de détails, voir Fiche technique et Distribution.
Je pleure mon amour (Another Time, Another Place) est un film britannique réalisé par Lewis Allen, sorti en 1958.

## Synopsis
Durant la Deuxième Guerre mondiale, une journaliste américaine tombe amoureuse  d'un correspondant de guerre de la BBC.

## Fiche technique
- Titre : Je pleure mon amour
- Titre original : Another Time, Another Place
- Réalisation : Lewis Allen
- Scénario : Stanley Mann d'après le roman de Lenore J. Coffee
- Production : Lewis Allen, Joe Kaufmann et E.M. Smedley-Aston (producteur associé)
- Société de production : Kaydor Productions et Lanturn
- Distribution : Paramount Pictures
- Photographie : Jack Hildyard
- Musique : Douglas Gamley
- Direction artistique : Thomas N. Morahan
- Costumes : Laura Nightingale
- Montage : Geoffrey Foot
- Pays d'origine :  Royaume-Uni
- Format : Noir et blanc - 35 mm - 1,85:1 - Son : Mono (Westrex Recording System)
- Genre : Drame
- Durée : 91 minutes
- Date de sortie : 2 mai 1958 (première à New York,  États-Unis)
- Affiche : Macario Gómez Quibus (Espagne)

## Distribution
- Lana Turner (VF : Jacqueline Porel) : Sara Scott
- Barry Sullivan (VF : Jean Martinelli) : Carter Reynolds
- Glynis Johns (VF : Renée Simonot) : Kay Trevor
- Sean Connery (VF : Roland Ménard) : Mark Trevor
- Terence Longdon (VF : Marc Cassot) : Alan Thompson
- Sid James (VF : Serge Nadaud) : Jake Klein
- Martin Stephens : Brian Trevor
- Doris Hare (VF : Cécile Dylma) : Mme Bunker
- Julian Somers (VF : Jean Violette) : L'hôtelier
- John Le Mesurier (VF : Maurice Dorléac) : Dr. Aldridge
- Cameron Hall (VF : Raymond Rognoni) : Alfy
- Jane Welsh (VF : Sylvie Deniau) : Jonesy
- Robin Bailey (VF : Claude Péran) : Capitaine Barnes
- Bill Fraser (VF : Maurice Dorléac) : R.E. Sergent